# Kúpfalva
Kúpfalva (németül: Kogl, horvátul: Koglin) Pörgölény nagyközség része Ausztriában, Burgenland tartományban, a Felsőpulyai járásban.

## Fekvése
Felsőpulyától 21 km-re délnyugatra  a régi magyar-osztrák határ mellett fekszik.

## Története
A települést 1597-ben lékai uradalom urbáriumában említik először "Kukly" néven. 1660-óta a szomszédos Létérhez és Kőpatakhoz hasonlóan a pörgölényi bíró igazgatása alá tartozott. 1789-ig lakói is Pörgölénybe jártak istentiszteletre. Ebben az évben alapították önálló plébániáját, ezzel egyházilag elszakadt Pörgölénytől. Létér és Újvörösvágás filiaként tartozott hozzá.
Vályi András szerint " KOGEL. Német falu Vas Várm. földes Ura H. Esztehrázy Uraság, lakosai katolikusok, fekszik Borostyánkőhöz 3/4 mértföldnyire, határja hegyes, és földgye is néhol sovány, fája, legelője elég van, réttyei tsekélyek, és az áradások is járják."
Vas vármegye monográfiája szerint "Kupfalva, határszéli község Alsó-Ausztria felé, 39 házzal és 208 németajkú, r. kath. vallású lakossal. Postája Pörgölin, távírója Léka." Vas vármegye
1910-ben 196, túlnyomórészt német lakosa volt. A trianoni békeszerződésig Vas vármegye Kőszegi járásához tartozott. 1921-ben Ausztria Burgenland tartományának része lett. 1971-óta Pörgölény,  Kőpatak, Kúpfalva, Lantosfalva, Létér, Németgyirót és Salamonfalva települések együtt alkotják Pörgölény nagyközséget.

## Nevezetességei
Szent Oszvald tiszteletére szentelt római katolikus temploma 1807-ben épült.

## Külső hivatkozások
- Pörgölény hivatalos oldala
- Kúpfalva szépítő, idegenforgalmi, fejlesztő és kulturális egyesületének honlapja
- Magyar katolikus lexikon
- Kúpfalva mint búcsújáróhely